# 諾曼山
諾曼山（英語：Mount Normann），是南極洲的山峰，位於南喬治亞群島，處於斯莫蘭灣以北1.6公里，海拔高度1,240米，由英國南極名稱諮詢委員會命名，由英國海外領土管轄。